# Spilcuță
Spilcuța (Tanacetum parthenium; sin. Chrysantheim parthenium (L.) Pers., Pyrethrum parthenium Sm.) este o plantă medicinală care poate fi găsită în multe grădini vechi și crescută uneori pentru ornament. Planta crește ca un arbust de până la 50 cm înălțime, având frunzele cu aromă de citrice. Florile seamănă cu margaretele. Se răspândește foarte repede, acoperind o zonă întinsă în câțiva ani. 